# Alfred Figueras
Alfred Figueras i Sanmartí (San Fructuoso de Bages, 1898 - Barcelona, 1980) fue un pintor y grabador catalán.
Estudió en la escuela Llotja de Barcelona. Frecuentó el grupo de «Los evolucionistas», grupo artístico barcelonés en la esfera estética del novecentismo y que rechazaban la ortodoxia programática y, influido por Cézanne y los fauvistas, desarrolló una obra personal, construida y de colores austeros. Temáticamente dominan los paisajes urbanos, los interiores con figuras y los temas arabizantes.
En 1925 viajó a Argel, ciudad donde residió y donde desarrolló gran parte de su trabajo. En esta ciudad del norte de África fundó con el escultor Tona, la Academia "Arts". Realizó el libro de grabados «images d' Alger» con textos de André Gide.
En 1950 invitado por el gobierno francés hizo una estancia en Marruecos, donde pintó una serie de pinturas al óleo que fueron exhibidos en la Sala Parés de Barcelona, en la que expuso regularmente desde 1921. En 1993 se organizó una muestra retrospectiva en el Palacio Moja de Barcelona.
Su obra está representada en el Museo Nacional de Arte de Cataluña (Barcelona), en el Museo Comarcal de Manresa, Musée de Argel, Musée d'Oran, Musée de Casablanca.
Recibió las Palmas Académicas de la República Francesa.